# École technique de Montréal

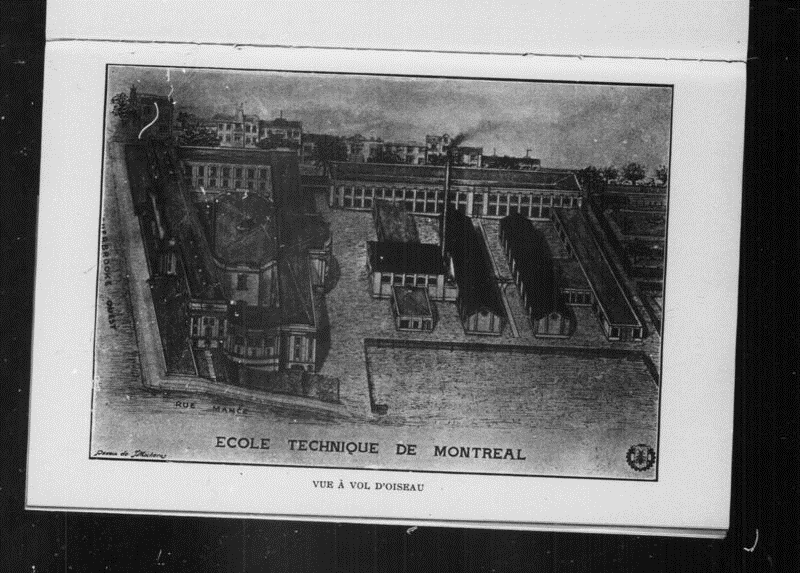
Vue à vol d'oiseau du campus vers 1911.

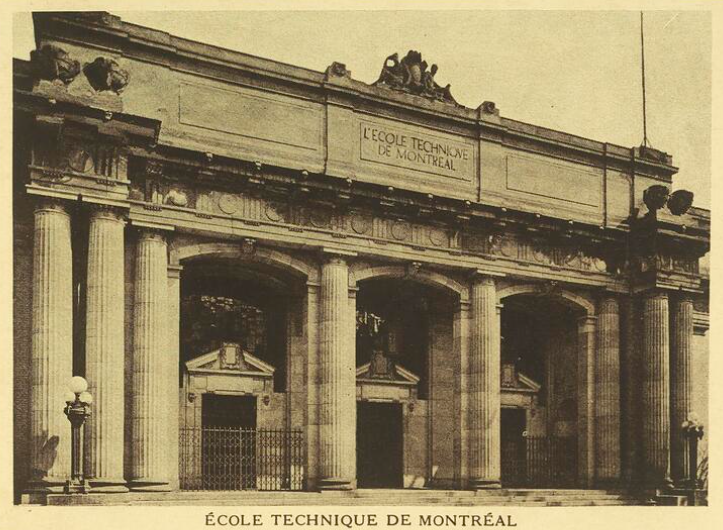
École technique de Montréal - Façade rapprochée - vers 1926

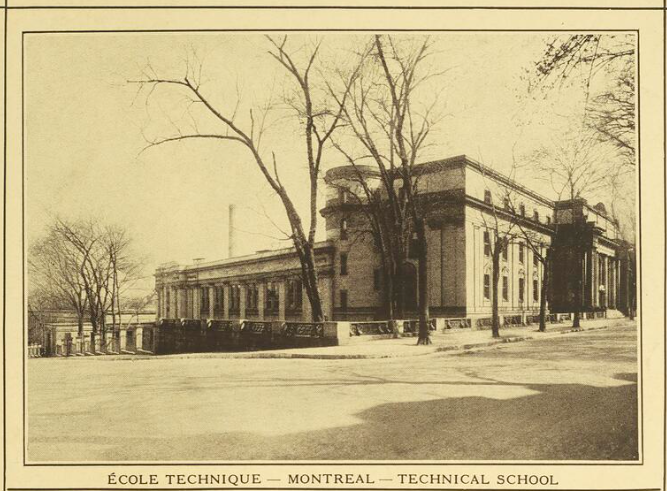
École technique de Montréal - Façade et côté est - vers 1926

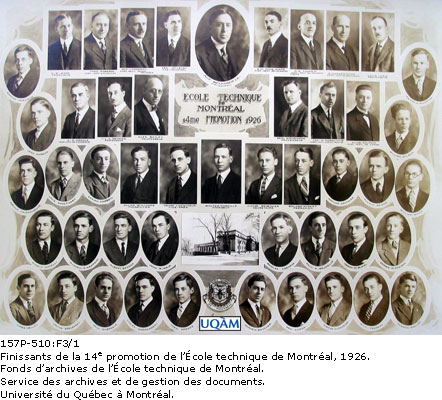
Mosaïque des finissants de la 14e promotion de l'École technique de Montréal avec les professeurs et les dirigeants - 1926

L'École technique de Montréal est une ancienne institution d'enseignement secondaire située à Montréal, au Québec (Canada). Fondée en 1907, elle est à l'origine de l'École du meuble de Montréal et de l'École des arts graphiques de Montréal. En 1946, après la création du ministère du Bien-être social et de la Jeunesse, les Écoles techniques accessibles après une neuvième année du primaire; dont plusieurs se sont ajoutées dans différentes villes du Québec, nécessitaient 3 ou 4 ans d'étude pour être diplômés. En 1958, le nom devint l'Institut de technologie de Montréal et fut intégré au Cégep du Vieux Montréal lors de la formation de ce dernier en 1968,. Le bâtiment principal est toujours existant et fait partie de l'UQAM depuis 1996.

## Histoire
Au début du vingtième siècle, l'École technique de Montréal (aussi écrite : École Technique de Montréal) s'inscrit dans la volonté du gouvernement du Québec de créer des écoles techniques et commerciales pour satisfaire les besoins de l'industrie et du commerce. Ainsi, l'École technique de Québec et l'École des hautes études commerciales sont aussi créées à la même période.

### Incorporation de l'École
L'École technique de Montréal est créée en 1907 en vertu d'une loi du Québec, sous le gouvernement libéral provincial du premier ministre Lomer Gouin. L'incorporation date du 14 mars 1907. L'établissement dispense l'enseignement dans les deux langues officielles. Son nom en anglais est The Montreal Technical School. Des amendements à la loi sont apportés en 1909 pour hausser les sommes octroyées par le gouvernement du Québec à l'École.

### Construction des bâtiments
La loi prévoit la construction de nouveaux bâtiments pour abriter l'École technique de Montréal. L'édifice principal est localisé à Montréal à l'origine au 70 de la rue Sherbrooke ouest au coin de la rue Jeanne-Mance. Les ateliers seront localisés à l'arrière. Sa construction débute au printemps 1909. Le 4 octobre 1909, la pierre angulaire est posée en présence du premier ministre du gouvernement fédéral Wilfrid Laurier et du premier ministre du gouvernement provincial Lomer Gouin. Les premiers élèves sont accueillis en septembre 1911,.

### Mission éducative

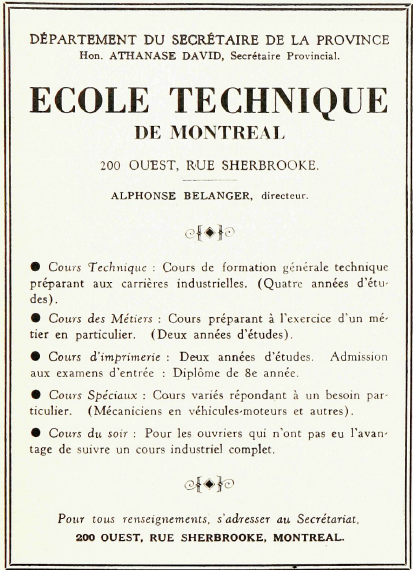
Différents cours offerts par l'École technique de Montréal en 1936

Un des objectifs de la création de l'École technique de Montréal est : 

« ... pour les besoins du commerce et de l’industrie de cette province de préparer par des études théoriques et techniques les jeunes gens qui se destinent aux carrières industrielles et de développer chez eux par une instruction adéquate et capable de les former d’une manière pratique une connaissance suffisante des professions manuelles et de l’industrie en général. »

Des cours sont donnés le jour ― dits cours normaux ― et aussi le soir ― dits cours spéciaux ―, en français et en anglais selon les besoins.
Les cours de jour sont offerts aux personnes ayant terminé leur éducation primaire. L'objectif est d'en faire des ouvriers instruits pour qu'ils deviennent chefs d'atelier ou contremaîtres. L'admission aux cours de jour se fait par examen. La durée normale des études prévue à l'origine est de trois années. Par la suite, pour les cours techniques, la durée des études est établie à quatre années.
Les cours du soir sont destinés aux ouvriers ou aux apprentis déjà employés dans l'industrie et ayant terminés leur instruction primaire élémentaire. L'objectif est de leur transmettre des notions techniques pour les aider dans l'exercice de leurs professions.
La corporation délivre aux élèves des diplômes selon le type de cours suivi par chacun d'eux Il sera fait mention dans le diplôme que l'élève a subi ses examens pendant les cours d'une manière satisfaisante ou avec distinction ou avec grande distinction ou avec la plus grande distinction.
Le Directeur général de l'Enseignement technique dans la province de Québec Augustin Frigon fait état en 1924 lors d'une allocution des domaines du savoir que l'École technique de Montréal offrent : soudure analogique, ajustage avancé, ajustage préliminaire, menuiserie et modelage, lecture des plans, électricité pratique, mécanique de machines fixes, mécanique théorique, dessin préliminaire, dessin avancé, plomberie, chimie industrielle, mathématique préliminaire, mathématique avancée,  ferblanterie,  évaluation des bâtiments, automobile.
L'École technique se situe au niveau de la formation entre les écoles d'apprentissage formant des ouvriers experts et les écoles d'ingénieurs.

En 1930, le deuxième directeur Alphonse Bélanger précise les objectifs de la formation dans un article La rentrée des classes du jour à l'École Technique de Montréal, paru en 1930 dans la revue Technique :

« On ne forme donc pas que des ouvriers comme trop de gens sont portés à le croire, mais bien des techniciens capables de prendre charge de la production industrielle, faire des plans de machines, d'en diriger l’exécution, calculer le prix de revient, préparer des dessins et faire des estimés de travaux à exécuter, et voir au rendement économique de la marche d’un atelier. »

Augustin Frigon, toujours Directeur général de l'Enseignement technique, fait de l'École technique de Montréal la première école à ajouter une quatrième année au cours qui était de trois ans et ce durant l’année scolaire 1932-1933. Aux cours existants s’ajouteront des cours de français, d’anglais, d’histoire, de géographie et de comptabilité. L'objectif est que les futurs techniciens aient une formation à la fois plus générale et plus variée qui leur permettra de se spécialiser plus facilement dans différentes industries.

Lors d'une allocution prononcée en 1939 soit 28 ans après le début des premiers cours en 1911, le quatrième directeur, Hector Beaupré, indique que le cours technique se divise en trois catégories : matières théoriques, matières de culture générale et la pratique. À cette période des cours d'imprimerie, de reliure, de mécanique et d'électricité automobile sont aussi offerts, et un nouveau cours spécial est annoncé en aviation.

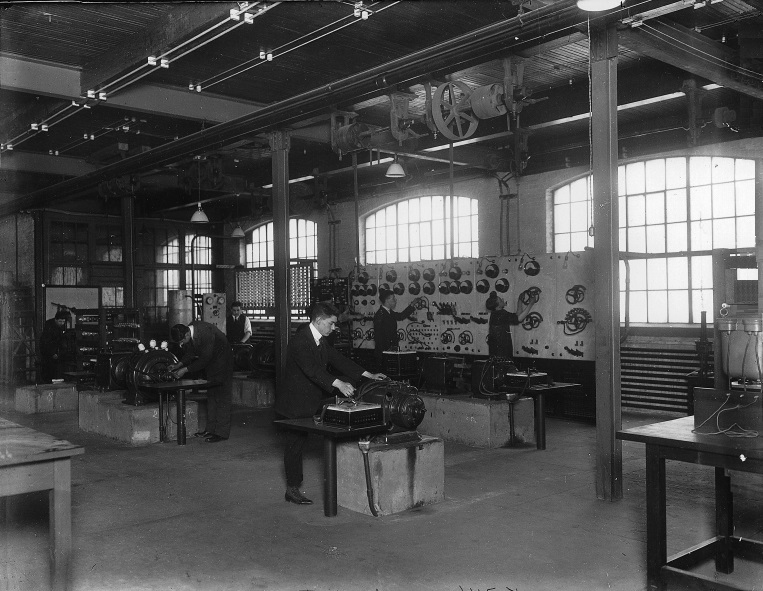
Intérieur d'un atelier de l'École technique de Montréal - 1917

### Administration et direction
La Loi constituant en corporation l'École technique de Montréal prévoit un conseil d'administration composé de huit délégués et du principal. Deux délégués proviennent de deux chambres de commerce de Montréal, soit la Montreal Board of Trade et la Chambre de commerce du district de Montréal, deux délégués nommés par le conseil de la cité de Montréal, et quatre délégués nommés par le gouvernement provincial.

#### Directeur de l'École
Le premier principal est l'ingénieur Alexandre Macheras. Ce dernier reste en fonction jusqu'en 1920. Alphonse Bélanger, professeur de la première heure de l'École et assistant principal en 1919, lui succède. Alphonse Bélanger occupe la fonction de Directeur de l’École technique de Montréal jusqu'à sa retraite en 1937,, et lui succède l'ingénieur Armand Circé. Ce dernier ne restera à ce poste qu'une année ayant été nommé en 1938 directeur de l'École Polytechnique de Montréal,. Ainsi en août 1938, Hector F. Beaupré le remplaça à la direction de l'École technique de Montréal. L'ingénieur Louis Larin prendra la relève de façon intérimaire en 1948 durant un congé de maladie d'Hector Beaupré, et devint par la suite directeur. Lucien Normandeau occupa brièvement le poste de directeur. Et en 1951, pour la première fois, le directeur de l'École sera un technicien gradué en 1920, Rosario Bélisle. Ce dernier sera toujours en poste lors du changement de nom de l'École en 1958 pour devenir l’Institut de technologie de Montréal.
| Années     | Directeurs         | Formation                                                             |
| ---------- | ------------------ | --------------------------------------------------------------------- |
| 1908-1920  | Alexandre Macheras | Ingénieur, École nationale supérieure d'arts et métiers d'Aix, France |
| 1920-1937  | Alphonse Bélanger  | Ingénieur, École Polytechnique de Montréal                            |
| 1937-1938  | Armand Circé       | Ingénieur, École Polytechnique de Montréal                            |
| 1938-1948  | Hector F. Beaupré  |                                                                       |
| 1948-1950  | Louis Larin        | Ingénieur, École Polytechnique de Montréal                            |
| 1950-1951  | Lucien Normandeau  |                                                                       |
| 1951-1958+ | Rosario Bélisle    | Technicien, École technique de Montréal                               |

```

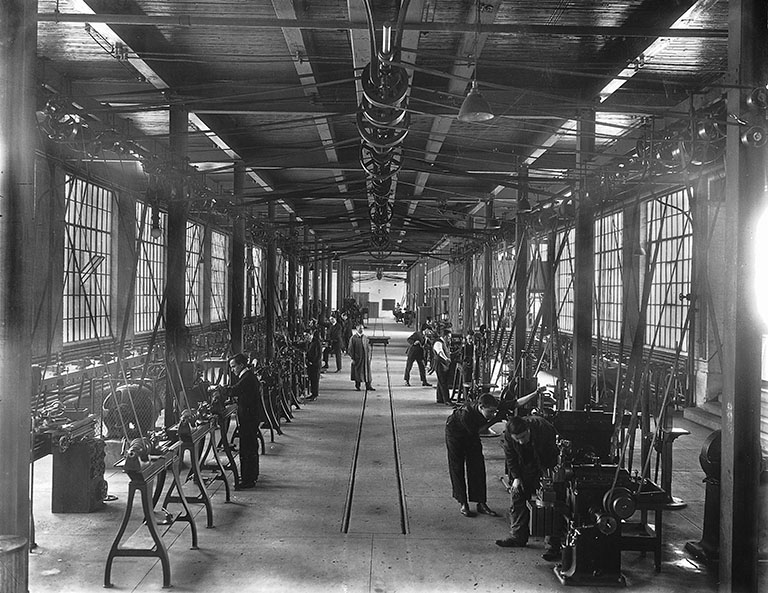
Intérieur d'un atelier de l'École technique de Montréal - 1917

Note : De l'incorporation en 1907 au changement de nom en 1958 en Institut de technologie de Montréal.
```

#### Directeur des études
En 1934, vu le nombre croissant d'élèves et pour mieux assister le directeur de l'École, un nouveau poste fut créé soit celui de Directeur des études. Louis Larin fut le premier à occuper cette nouvelle fonction, et ce dernier deviendra éventuellement un des directeurs de l'École.

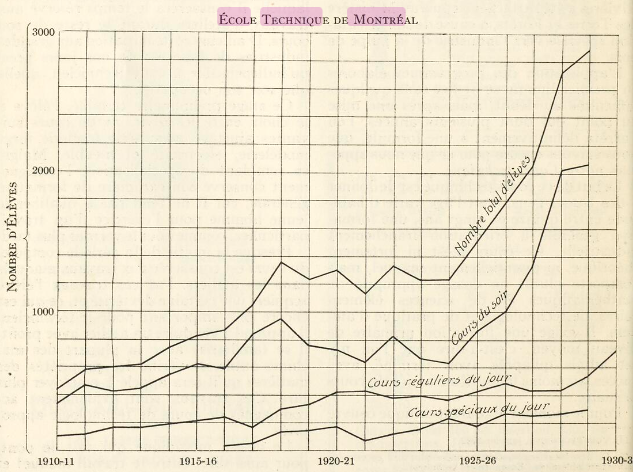
École technique de Montréal - Évolution du nombre d'élèves - Période 1911-1931

### Évolution du nombre d'élèves
Sur la période des vingt premières années, le nombre d'élèves de l'École technique de Montréal est passé d'un peu plus de 400 à près de 3 000 [Voir graphique École technique de Montréal - Évolution du nombre d'élèves - Période 1911-1931]. Les cours du soir ont été les plus courus comptant un plus grand nombre d'élèves que ceux des cours spéciaux du jour ou que ceux des cours réguliers du jour.
À la graduation de 1940, il était annoncé que 59 jeunes gens ont terminé leurs études au cours technique, 63 au cours des métiers et 15 au cours de typographie. Il était dit que cela était l'une des plus nombreuses promotions depuis la fondation de l'École.
À la rentrée de 1948, un article journalistique fait état que l'École reçoit un plus grand nombre d'élèves que jamais en quatrième année avec quatre classes en français et une classe en anglais. Il est prévu que le nombre d'élèves au cours du soir pourrait atteindre 2 000.

### De l'atelier de menuiserie à l'École du meuble de Montréal
Dès la fondation de l'École, un atelier de menuiserie et de charpente forme les futurs ouvriers de l'industrie du meuble et de l'industrie de la construction. Sous la gouverne d'Alphonse Bélanger, un atelier d'ébénisterie est créé en 1930. Un ancien élève de l'École technique, Jean-Marie Gauvreau, est nommé professeur responsable de la section meuble de l'École technique. L'objectif est notamment d'effectuer des recherches sur l’utilisation des bois canadiens pour la fabrication de meubles ordinaires et de luxe.
Cet enseignement spécialisé en ébénisterie mène en 1935 à la formation d'une nouvelle entité, l'École du meuble de Montréal.

### Des sections imprimerie et reliure à l'École des arts graphiques de Montréal
Dès 1925, l'École offre une section imprimerie avec Fernand Caillet pour l'enseignement en français et Frank Rhodes pour celui en langue anglaise. Ces deux instructeurs débutèrent les premiers cours avec 15 apprentis dans la section française et 8 dans la section anglaise.
Une section reliure, dont Louis-Philippe Beaudoin est nommé directeur, s'ajoute en 1937.
En 1940, Louis-Philippe Beaudoin, pour célébrer le 500e anniversaire du père de l'imprimerie Johannes Gutenberg, organise une exposition didactique 
avec la collaboration des quatre écoles d'art francophone de Montréal :
• École technique : imprimerie, électricité, menuiserie
• École de reliure : organisation, planification, cueillettes des incunables, livres rares, manuscrits, enluminures
• École des Beaux-Arts de Montréal : exécution des panneaux explicatifs illustrant les étapes de la vie et des travaux de Gutenberg
• École du Meuble : vitrines et montres contenant les exbibits 
En août 1942, le secrétaire de la province de Québec Hector Perrier annonce la création de l'École des arts graphiques de Montréal, fusion des sections imprimerie et reliure de l'École technique, qui formera des ouvriers spécialisés dans ces domaines.

### Archives de l'École technique de Montréal
Des documents d'archives concernant l'École technique de Montréal, aujourd'hui disparue de sa fonction académique, sont détenus par différents organismes dont notamment :
- L'UQAM (Université du Québec à Montréal), héritière du bâtiment principal de la rue Sherbrooke ouest et des ateliers à l'arrière, a un site internet en faisant état[15]. Il est indiqué que Le fonds de l'École technique de Montréal a été acquis le 18 juin 1992 par contrat de donation signé par Madeleine Brunelle.
- Le musée McCord de Montréal présente quelques photos de l'École et de ses activités de la décennie 1910[37],[38],[39] provenant des archives du fonds du Studio William Notman qu'il détient.
- Bibliothèque et Archives nationales du Québec (BAnQ) par différents documents qu'elle a archivé et numérisé donne accès à des informations sur les activités et évènements liés à l'École :
  - Photos du quotidien montréalais La Presse pour la période 1930-1947 sur des conférences, des expositions, des présentations de l'École provenant de son fonds. Plus d'une cinquantaine de photos sont disponibles dont certaines avec les extraits des articles du journal et des identifications[40].
  - La revue industrielle Technique dès sa parution en 1926[35] offre à la direction de l'École et à ses enseignants la possibilité de s'exprimer sur les enjeux de l'enseignement techniques et de faire valoir leurs compétences. L'impression de la revue a ses débuts était réalisé dans les ateliers de l'École. Des numéros spéciaux ont mis en valeur les réalisations de l'École dont notamment la section du meuble[5].
  - Des quotidiens et hebdomadaires de Montréal et du Québec qui ont traité au fil des années des activités et des évènements de l'École tels les promotions, les rentrées scolaires, les nominations, les expositions, les activités sociales et sportives. Notamment les journaux suivants numérisés : La Presse, Le petit journal, La patrie, L'illustration nouvelle. Leur contenu est accessible en ligne sur le site de la BAnQ[41].
- Le Réseau canadien de documentation pour la recherche et Canadiana avec un document sur l'historique de l'École a ses premières années d'existence[14].
- Google Livre qui a numérisé Les statuts refondus de la province de Québec, 1909: promulgués Volume 4. Ce document contient la Loi constituant en corporation l'école technique de Montréal en 1907 et les amendements de 1909[4].

## Bâtiments

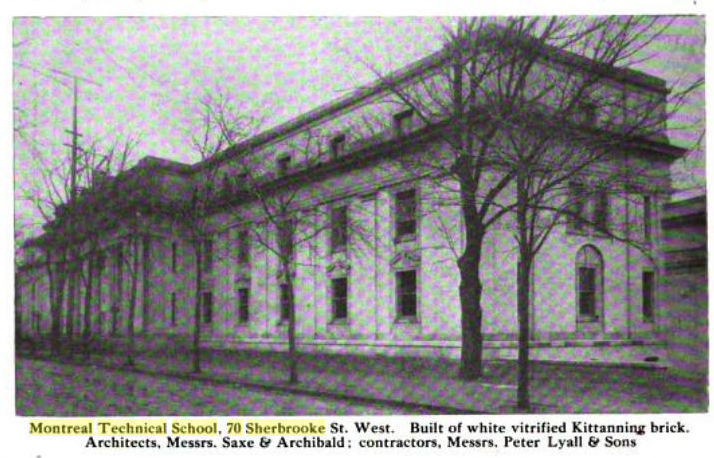
Façade du bâtiment principal de l'École technique de Montréal en 1912

Le bâtiment principal, construit de 1909 à 1911, abrite à l'origine les bureaux de la direction, les locaux pour l'enseignement général, un laboratoire de physique et de mécanique, une salle de manipulation chimique, la bibliothèque et autres. 

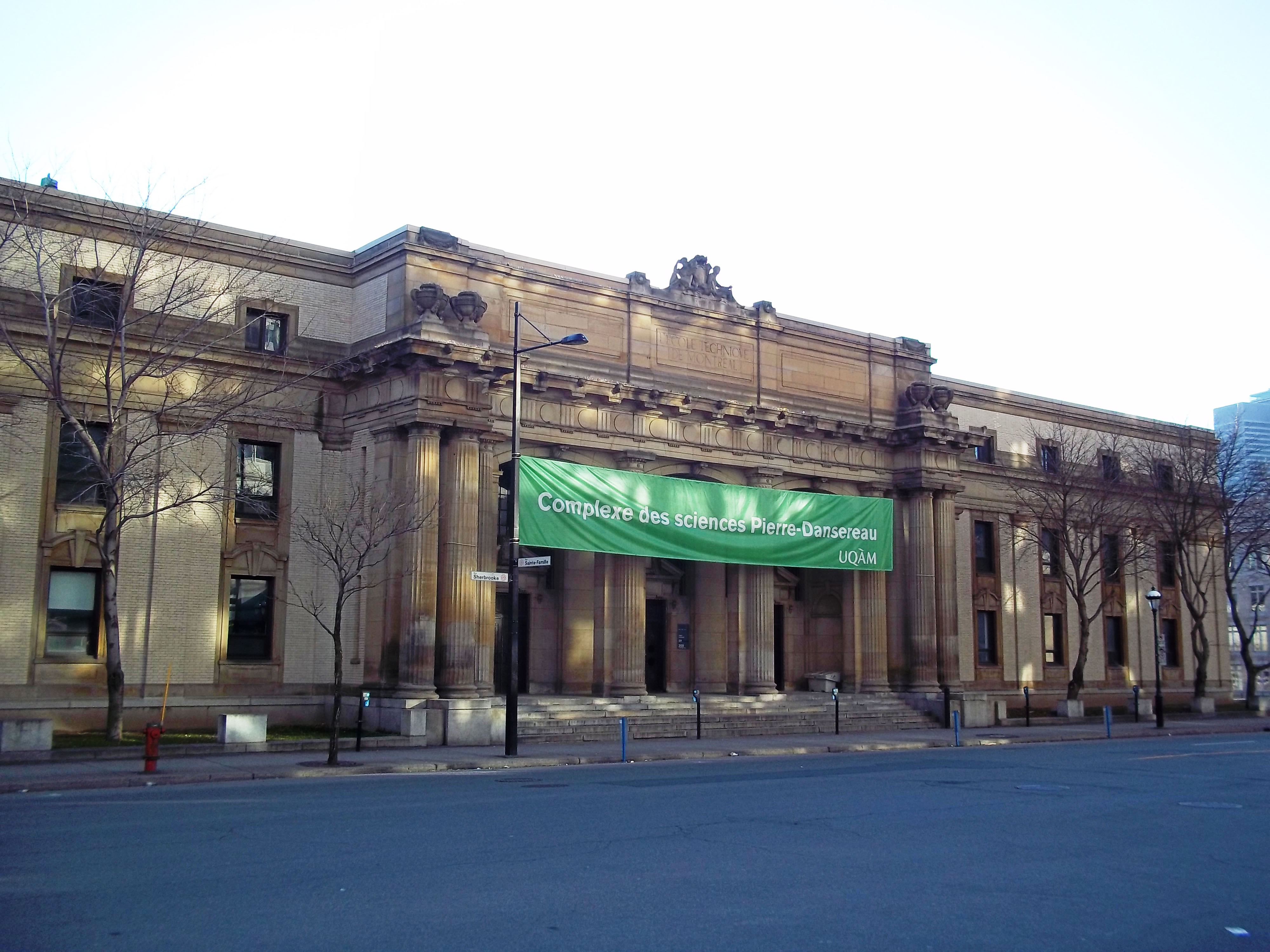
Façade du pavillon Sherbrooke de l'UQÀM en 2011.

Les ateliers localisés à l'arrière du bâtiment principal sont conçus sur le modèle d'une usine. Une station centrale produit pour l'école de l'énergie motrice, de la lumière et du chauffage. Les bâtiments secondaires comprenant la forge, la fonderie, l'ajustage, la menuiserie et l'électricité sont disposés autour de la station centrale.

### Style et architectes
Le bâtiment principal est conçu dans le style beaux-arts par les architectes John Smith Archibald, Maurice Perrault et Louis-Alphonse Venne. D'autres architectes participent à sa restauration durant la décennie 1990.

### Évolution de l'affectation du bâtiment principal
Les bâtiments sont affectés de leur fondation jusqu'en 1958 à l'École technique de Montréal, qui change de nom cette année-là pour Institut de technologie de Montréal; l'Institut est intégré au Cégep du Vieux Montréal en 1969. L’Institut de technologie de Montréal est privatisé et quitte les locaux de la rue Sherbrooke.
De 1981 à 1995, le Centre de design de l'UQAM est installé dans les murs de l'ancienne bibliothèque de l'École technique de Montréal. Ce centre a pour but de promouvoir le design graphique, le design industriel et le design urbain.
Les bâtiments sont intégrés depuis 1996 au Complexe des sciences Pierre-Dansereau de l'UQAM. Le bâtiment principal de l'ancienne École technique est alors nommé « Pavillon Sherbrooke ».
| Période   | Appellation                                                             | Organisme administratif                      | Niveau d'éducation                 |
| --------- | ----------------------------------------------------------------------- | -------------------------------------------- | ---------------------------------- |
| 1909-1911 | École technique de Montréal                                             | Corporation de l'École technique de Montréal | [Construction]                     |
| 1911-1958 | École technique de Montréal                                             | Corporation de l'École technique de Montréal | Secondaire évoluant vers collégial |
| 1958-1968 | Institut de technologie de Montréal                                     |                                              | Collégial                          |
| 1968-1996 | Institut de technologie de Montréal                                     | Cégep du Vieux-Montréal                      | Collégial                          |
| 1981-1995 | Centre de design de l'UQAM (dans l'ancienne bibliothèque)               | Université du Québec à Montréal              | Universitaire                      |
| 1996-     | Pavillon Sherbrooke du Complexe des sciences Pierre-Dansereau de l'UQAM | Université du Québec à Montréal              | Universitaire                      |

### Adresse civique
À l'origine en 1911, l'adresse civique de l'École est le 70 rue Sherbrooke ouest. Par la suite cette adresse fut changée pour le 200 rue Sherbrooke ouest, et il est observé ce nouveau numéro civique dans un document de juin 1928.